# Kościół św. Katarzyny Aleksandryjskiej w Hrabovej (Ostrawa)
Kościół św. Katarzyny Aleksandryjskiej (czes. Kostel svaté Kateřiny Alexandrijské) – zrekonstruowany drewniany kościół w Hrabovej, dzielnicy Ostrawy.
Kościół św. Katarzyny Aleksandryjskiej w Hrabovej wpisany został na listę zabytków 3 maja 1958 pod numerem 32601/8-232.

## Historia
Kościół wybudowany w 1. połowie XVI wieku, prawdopodobnie na miejscu wcześniejszego, XIV-wiecznego (w sieni kościoła widniała data 1564, którą niektórzy przyjmują za rok budowy). W 1660 w dzwonnicy zawieszono dzwon wykonany przez Hansa Knaufta z Opawy.
Kościół został całkowicie zniszczony przez pożar 2 kwietnia 2002. W tym samym roku biskup diecezji ostrawsko-opawskiej oraz Państwowe Biuro Ochrony Zabytków w Opawie podjęli decyzję o rekonstrukcji obiektu, opartej na naukowych podstawach. Projekt odbudowy wykonał architekt Antonin Závada i jego syn inż. Antonin Závada. Koszt rekonstrukcji wyniósł około 27 milionów koron. Aranżację wnętrza, nawiązującą do stanu pierwotnego, zaprojektował architekt Marek Štěpán. W kościele zachowano relikty dawnego kościoła: fragmenty kamiennej posadzki oraz kilka oryginalnych belek wmontowanych wtórnie w ściany zakrystii.
Konsekracja odbudowanego kościoła odbyła się 27 listopada 2004.

## Architektura i wyposażenie
Kościół jest jednonawowy, wybudowany w konstrukcji zrębowej. Od strony zachodniej do nawy dostawiona jest wieża z izbicą, postawiona w konstrukcji słupowej. Nawa na rzucie zbliżonym do kwadratu, prezbiterium węższe, zamknięte trójbocznie. Do prezbiterium od strony północnej przylega zakrystia. Dach nawy i prezbiterium wspólny, dwuspadowy, kryty gontem. Na wieży hełm również pokryty gontem. Nad prezbiterium, w dachu, niewielka sygnaturka. Do kościoła prowadzi wejście główne oraz boczne umieszczone w ścianie południowej nawy.
Nawa i prezbiterium nakryte są płaskimi stropami. W części zachodniej nawy znajduje się chór muzyczny wsparty na dwóch drewnianych słupach. Portale zakończone oślim grzbietem lub łukiem pełnym są rekonstrukcją pierwotnych portali. W posadzce kościoła zachowane są fragmenty pierwotnej, kamiennej posadzki.
Ołtarz główny jest współczesny, zaprojektowany przez René Vlasáka. Swoją formą nawiązuje do średniowiecznych tryptyków.

## Literatura przedmiotu
- SLEPIČKA, Martin. Kostel svaté Kateřiny Alexandrijské v Ostravě-Hrabové. 1. vyd. Ostrava: Římskokatolická farnost Ostrava-Hrabová, 2015. Streszczenie w języku polskim na stronach 166–168.
- SLEPIČKA, Martin. Kostel svaté Kateřiny Alexandrijské v Ostravě-Hrabové. Dějiny, památky a duchovní správa hrabovské farnosti. 2., aktual. a rozš. vyd. Ostrava: Statutární město Ostrava – městský obvod Hrabová, 2024. Streszczenie w języku polskim na stronach 351–353.